# Abi-Eshuh
Abi-Eshuh var den 8e kungen av Babylons första dynasti och härskade i 28 år mellan 1711 och 1684 f.kr (mellersta kronologin). Han var son till Samsu-iluna som även var hans företrädare. 
Abi-Eshuhs långa kungatitel innehöll bland annat "Ättling till Sumu-la-El, prinslig arvtagare av Samsu-iluna, evigt kunglig börd, mäktig kung, kung av Babylon, kung av Sumer och Akkads land, kungen som håller de fyra världsändarna i fred". Titeln kommer troligen från hans kända militärkampanjer. I hans fjärde årsnamn står att han besegrat en mäktig Kassitisk invasionsstyrka medan krönikan om tidiga kungar nämner en mindre lyckad kampanj där han fördämmer Tigris-floden i ett försök att fånga Ilum-ma-ilī som grundade Sjölandsdynastin. Berättelsen om fördämningen kan vara sann då den möjligen refereras i ett av hans årsnamn: "år ... fördämningen av Tigrisfloden, ... Tigrisporten...". Andra årsnamn beskriver följande: "år ... skapandet av en stridsklubba åt Marduk", "år ... grävandet av Zubi kanalen". 
Abi-Eshuhs son Ammi-Ditana beskriver sin far som "den store mästaren/krigsherren" och hans ättling Ammi-Saduqa (1646–1626, mellersta kronologin) är noggrann att nämna honom i sitt släktträd. 
Under början av Abi-Eshuhs tid på tronen verkar Babylon ha invaderats av Elamiter under kung Kutir-nahhunte I som lyckades plundra 30 städer innan de drevs iväg.